# La Marolle-en-Sologne
La Marolle-en-Sologne ist eine französische Gemeinde mit 365 Einwohnern (Stand: 1. Januar 2022) im Département Loir-et-Cher in der Region Centre-Val de Loire; sie gehört zum Arrondissement Romorantin-Lanthenay und zum Kanton Chambord.

## Geographie
Die Gemeinde La Marolle-en-Sologne liegt etwa 25 Kilometer östlich von Blois und etwa 28 Kilometer südsüdwestlich von Orléans in der Seenlandschaft Sologne. Nachbargemeinden von La Marolle-en-Sologne sind Villeny im Nordwesten und Norden, Yvoy-le-Marron im Nordosten und Osten, Neung-sur-Beuvron im Süden sowie Montrieux-en-Sologne im Südwesten und Westen.

## Bevölkerungsentwicklung
| Jahr                       | 1962 | 1968 | 1975 | 1982 | 1990 | 1999 | 2006 | 2012 | 2022 |
| Einwohner                  | 481  | 460  | 429  | 428  | 439  | 355  | 380  | 399  | 365  |
| Quellen: Cassini und INSEE |      |      |      |      |      |      |      |      |      |

## Sehenswürdigkeiten

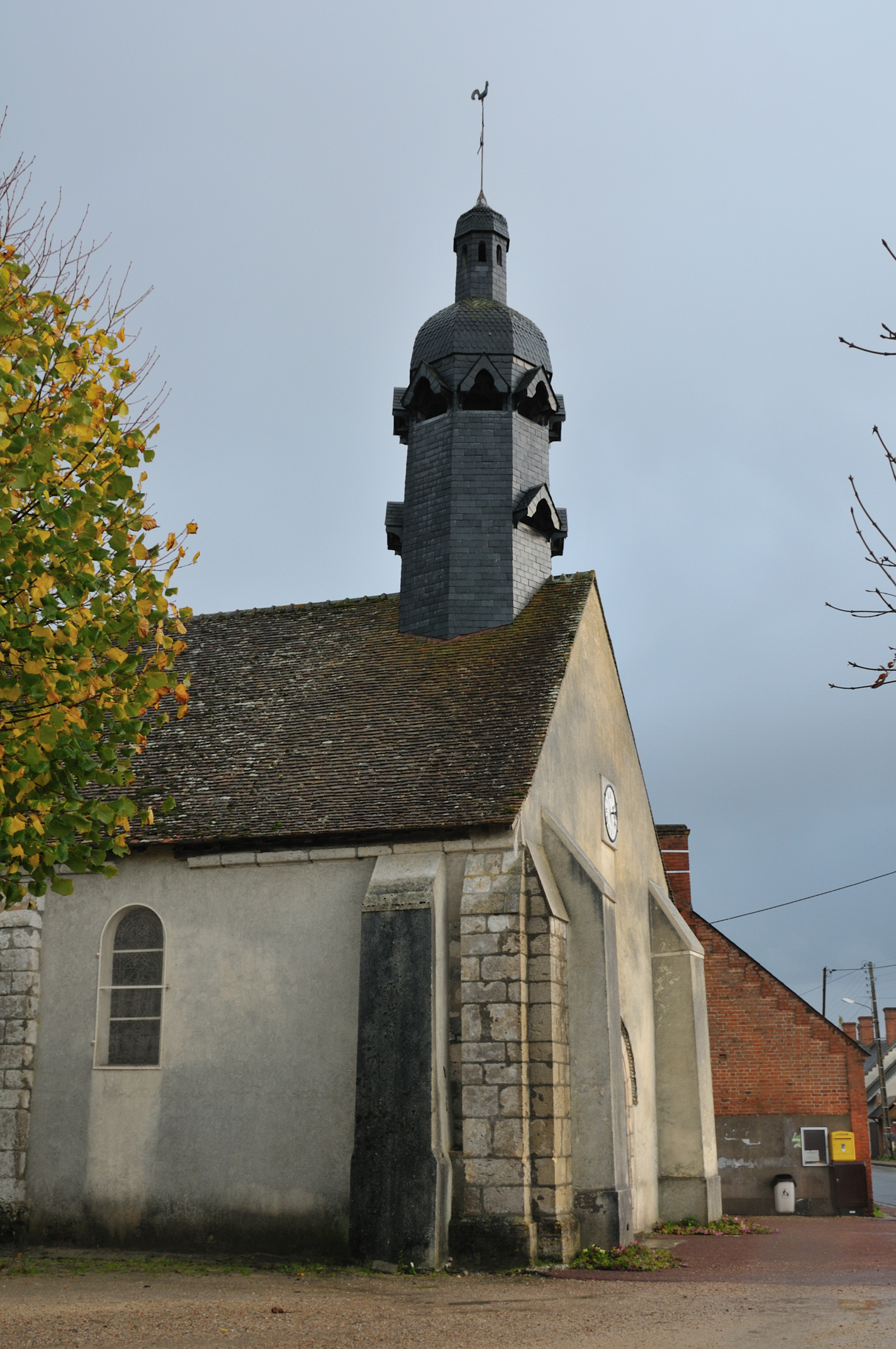
Kirche Saint-Pierre

- Kirche Saint-Pierre